# 57-я смешанная авиационная дивизия
57-я смешанная авиационная дивизия — воинское соединение Вооружённых Сил СССР в Великой Отечественной войне.

## История
Дивизия начала формироваться в Прибалтийском особом военном округе в марте 1941 года.
На 22 июня 1941 года управление дивизии базировалась в Вильнюсе; полки, входящие в состав дивизии базировались на аэродромах Вильнюса и Даугавпилса, Алитуса, Ионишкиса. Имела в своём составе 243 самолёта, из них 30 неисправных. С начала войны действует в Прибалтике, затем на псковском, старорусском и новгородском направлениях
На 4 июля 1941 года имела: командного состава — 781, младшего командного состава — 667, рядовых — 693. Всего — 2141 человек. Самолётов И-16 — 6, И-153 — 18, СБ — 5. Итого — 29 самолётов. За проявленные мужество и героизм личный состав дивизии получил благодарность командования ВВС РККА. 22 июля 1941 года в подчинение дивизии был передан 402-й истребительный авиационный полк сформированный из лётчиков-испытателей.
Затем дивизия действовала в направлениях Сольцы, Старая Русса, Шимск, Новосокольники, Великие Луки. С сентября 1941 года вплоть до расформирования в феврале 1942 года действует в районе озеро Вельё — Демянск — Лычково — Пола — Старая Русса.
В феврале 1942 года расформирована на Северо-Западном фронте
В составе действующей армии дивизия находилась с 22 июня 1941 года по 12 февраля 1942 года.

## Состав
- 6-й истребительный авиационный полк (23.07.1941 — 00.12.1941)
- 12-й истребительный авиационный полк (с 31 декабря 1941 года по 21 февраля 1942 года)
- 38-й истребительный авиационный полк (с 08.1941 по 21.10.1941)
- 42-й истребительный авиационный полк
- 48-й ближнебомбардировочный авиационный полк (Пе-2, с 29.08.1941 г.)
- 49-й истребительный авиационный полк
- 54-й скоростной бомбардировочный авиационный полк (22.06.1941 —)
- 161-й истребительный авиационный полк (с 07.01.1942)
- 237-й истребительный авиационный полк (по 20.07.1941)
- 288-й штурмовой авиационный полк (29.08.1941 — 12.02.1942)
- 402-й истребительный авиационный полк (с 01.07.1941 г. по 06.01.1942)
- 674-й лёгкий бомбардировочный авиационный полк (19.12.1941 — 12.02.1942)
- 676-й лёгкий бомбардировочный авиационный полк (31.12.1941 — 12.02.1942)

## Подчинение
| Дата            | Фронт (округ)         | Армия      | Корпус | Примечания |
| --------------- | --------------------- | ---------- | ------ | ---------- |
| 22.06.1941 года | Северо-Западный фронт | -          | -      | -          |
| 01.07.1941 года | Северо-Западный фронт | -          | -      | -          |
| 10.07.1941 года | Северо-Западный фронт | -          | -      | -          |
| 01.08.1941 года | Северо-Западный фронт | -          | -      | -          |
| 01.09.1941 года | Северо-Западный фронт | 34-я армия | -      | -          |
| 01.10.1941 года | Северо-Западный фронт | 34-я армия | -      | -          |
| 01.11.1941 года | Северо-Западный фронт | -          | -      | -          |
| 01.12.1941 года | Северо-Западный фронт | -          | -      | -          |
| 01.01.1942 года | Северо-Западный фронт | -          | -      | -          |
| 01.02.1942 года | Северо-Западный фронт | 11-я армия | -      | -          |

## Командиры
- полковник Катичев Кузьма Александрович[1], 03.1941 — 16.02.1942